# Catedrala Notre-Dame din Tournai
Catedrala Notre Dame (în franceză Notre-Dame de Tournai, în neerlandeză Onze-Lieve-Vrouw van Doornik) este biserica romano-catolică, catedrală a diecezei de Tournai aflată în orașul Tournai, Belgia. A fost clasificată ca monument istoric în Valonia începând cu 1936 și ca loc în patrimoniul mondial UNESCO din anul 2000.

## Istorie
La Tournai a existat o dioceză romano-catolică de la sfârșitul secolului al VI-lea, iar această structură de piatră albastru-cenușie ocupă un teren înălțat, lângă malul sudic al Scheldtului, apă care împarte orașul Tournai în două părți aproximativ egale. Începută în secolul al XII-lea pe niște fundații mai vechi, clădirea combină opere din trei perioade diferite cu efecte izbitoare, caracterul greu și sever al navelor romanice cu transeptul în stil de tranziție și cu corul în stil gotic. Transeptul este partea caracteristică a clădirii, cu cele cinci turle și capetele apsidale semicirculare.

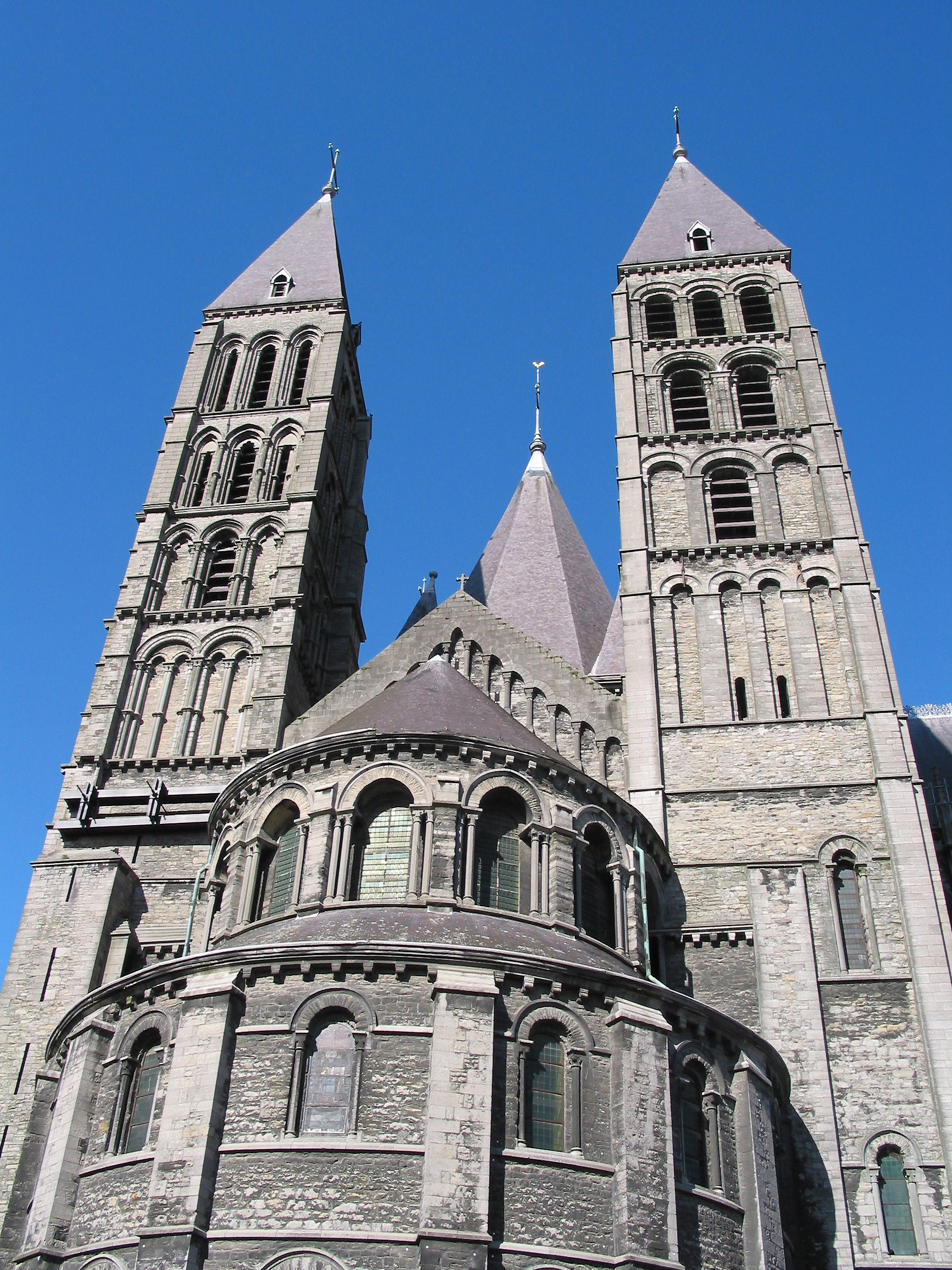
Transeptul sudic şi turlele.

Nava a fost în principal construită în prima treime a secolului al XII-lea. Prefigurând stilul gotic timpuriu, ea are un mezanin cu balcon între arcada de la parter și triforiu. Pilaștrii dintre lucarnele cu arcuri rotunde ajută la susținerea boltei din secolul al XVIII-lea, care a înlocuit tavanul inițial, plat și făcut din lemn.
Brațele transeptului, construite pe la jumătatea secolului al XII-lea, au capetele apsidale, trăsătură împrumutată probabil de la anumite biserici renane, influență pe care a transmis-o în nord-estul Franței, cum ar fi la catedralele din Noyon și din Soissons. Turlele cu baza pătrată care flanchează brațele transeptului ajung la o înălțime de 83 m. Detaliile decorative diferă, unele având arcade rotunde, altele ascuțite.

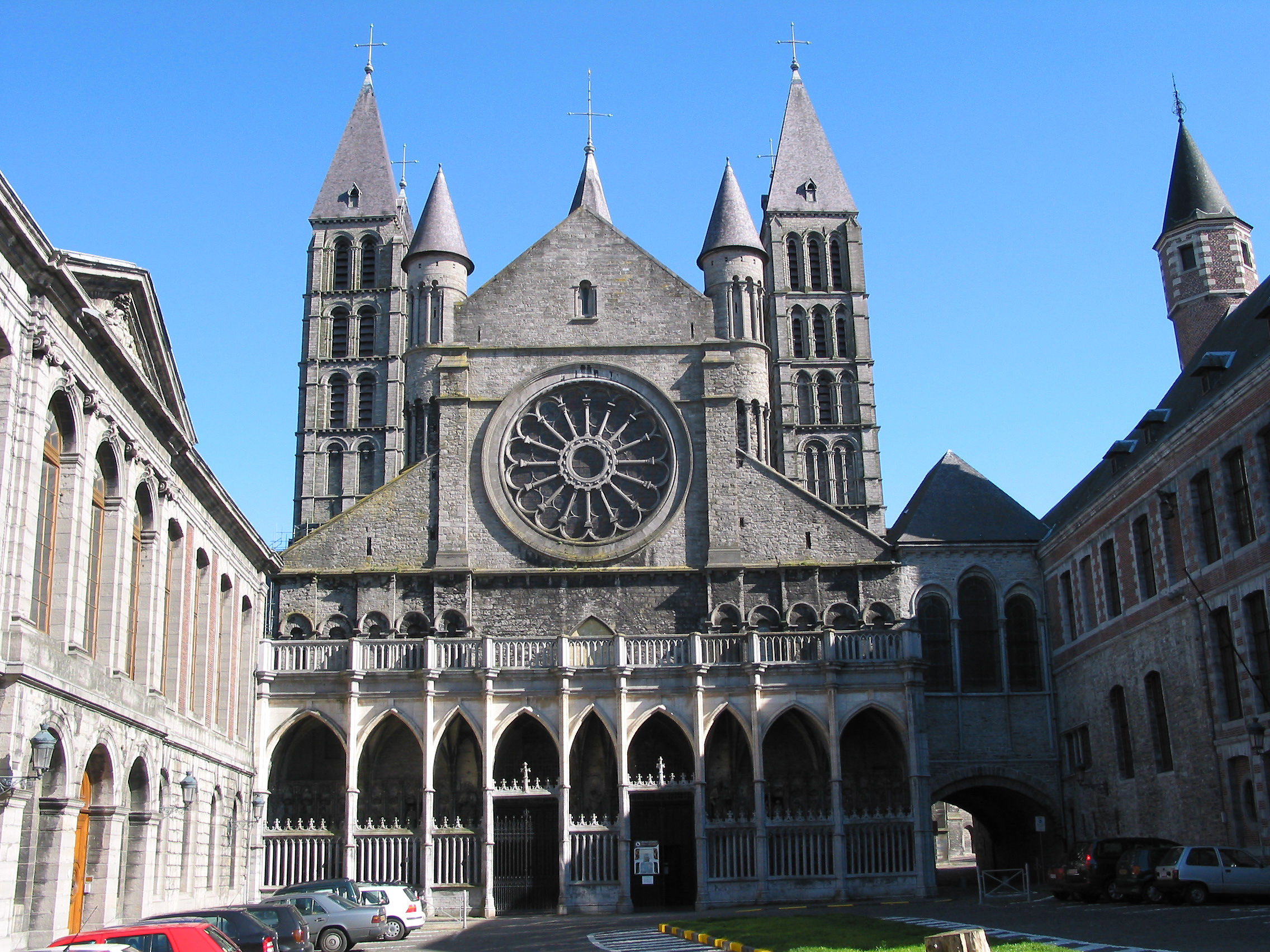
Porticul de vest.

Episcopul Gautier de Marvis (1219-1252) a demolat corul romanic în secolul al XIII-lea, pentru a-l înlocui cu unul gotic, mult mai mare, inspirat de genul celui de la catedrala din Amiens. Construcția noului cor a început în 1242, și a luat sfârșit în 1255. Restul catedralei trebuia să fie reconstruit în același stil, dar lucrările nu au mai continuat, singurele elemente noi adăugate fiind porticul dinspre vest și o capelă gotică mare construită de-a lungul unui culoar lateral, ale cărei ziduri și ferestre inițiale au dispărut astfel.
Catedrala a fost deteriorată de o gravă tornadă în ziua de 24 august 1999. Evaluarea daunelor a relevat probleme structurale și catedrala a intrat în masive reparații și cercetări arheologice. Turla Brunin a fost stabilizată în 2003.
Ca recunoaștere a valorii culturale a catedralei din Tournai, UNESCO a desemnat-o loc în patrimoniul mondial în 2000.